# Scherma alla XXIII Universiade
Il torneo di scherma della XXIII Universiade si è svolto a Smirne in Turchia nel 2005.

## Podi

### Uomini
| Evento                          | Oro               | Argento                              | Bronzo            |
| Fioretto individuale (dettagli) | Andrea Baldini    | Radoslaw Glonek                      | Andrea Cassarà    |
| Fioretto individuale (dettagli) | Andrea Baldini    | Radoslaw Glonek                      | Youri Moltchan    |
| Sciabola individuale (dettagli) | Aleksey Yakimenko | Aleksey Frosin                       | Fernando Cácares  |
| Sciabola individuale (dettagli) | Aleksey Yakimenko | Aleksey Frosin                       | Vladyslav Tretiak |
| Spada individuale (dettagli)    | Christoph Marik   | Dong Guotao                          | Dmytro Chumak     |
| Spada individuale (dettagli)    | Christoph Marik   | Dong Guotao                          | Marcel Fischer    |
| Fioretto a squadre (dettagli)   | Giappone          | Italia Andrea Baldini Andrea Cassarà | Russia            |
| Sciabola a squadre (dettagli)   | Russia            | Ucraina                              | Italia            |
| Spada a squadre (dettagli)      | Ucraina           | Francia                              | Russia            |

### Donne
| Evento                          | Oro                         | Argento              | Bronzo           |
| Fioretto individuale (dettagli) | Lee Hye-Sun                 | Margherita Granbassi | Kanae Ikehata    |
| Fioretto individuale (dettagli) | Lee Hye-Sun                 | Margherita Granbassi | Julia Khakimova  |
| Sciabola individuale (dettagli) | Sofiya Velikaya             | Kim Keum-Hwa         | Yelena Nechayeva |
| Sciabola individuale (dettagli) | Sofiya Velikaya             | Kim Keum-Hwa         | Sun Henan        |
| Spada individuale (dettagli)    | Olga Aleksejeva             | Li Na                | Hanna Cygan      |
| Spada individuale (dettagli)    | Olga Aleksejeva             | Li Na                | Irina Embrich    |
| Fioretto a squadre (dettagli)   | Italia Margherita Granbassi | Corea del Sud        | Russia           |
| Sciabola a squadre (dettagli)   | Russia                      | Giappone             | Polonia          |
| Spada a squadre (dettagli)      | Ucraina                     | Russia               | Cina             |